# Look in My Heart
Look in My Heart è il primo album in studio della cantante statunitense Alyssa Milano, pubblicato nel 1989 dalla Pony Canyon.

## Tracce
1. Look in My Heart – 3:30 (testo: Joey Carbone, Dennis Belfield)
2. What a Feeling – 3:47 (testo: Joey Carbone, Dennis Belfield)
3. Da Doo Ron Ron/Magic in Your Eyes (medley) – 4:32 (testo: Jeff Barry, Phil Spector, Ellie Greenich/Joey Carbone, Tom Milano)
4. You Lied to Me – 3:50 (testo: Joey Carbone, Tom Milano)
5. Kimi Wa Sunshine Boy – 3:27 (testo: Brian Richy, Mark Davis)
6. Born to Love – 3:11 (testo: Fonny De Wulf)
7. Waiting for My Star – 4:52 (testo: Joey Carbone, Tom Milano, Mark Davis)
8. Straight to the Top – 3:21 (testo: Joey Carbone, Dennis Belfield)
9. Look in My Heart (extended dance remix) – 6:07 (testo: Joey Carbone, Dennis Belfield)